# Cornel West
Cornel Ronald West, ameriški filozof, politični aktivist, družbeni kritik, igralec, učenjak afroameriških študij in javni intelektualec, * 2. junij 1953, Tulsa, Oklahoma, Združene države Amerike.
Osredotoča se na vlogo rase, spola in razreda v ameriški družbi ter na sredstva, s katerimi ljudje delujejo in se odzivajo na svojo "radikalno pogojenost". West vire za svoje intelektualne prispevke črpa iz več tradicij, vključno s krščanstvom, črnsko cerkvijo, marksizmom, neopragmatizmom in transcendentalizmom. Med njegovimi najvplivnejšimi knjigami sta Race Matters (Rasa je pomembna, 1993) in Democracy Matters (Demokracija je pomembna: Zmaga v boju proti imperializmu, 2004).
West je zelo odkrit o prepričanjih o svoji levičarski politiki v Združenih državah in se v številnih medijih pogosto pojavlja kot komentator političnih in družbenih vprašanj. Skozi svojo kariero je imel profesorsko in štipendijsko mesto na številnih univerzah, kot so Univerza Harvard, Univerza Yale, Privatno teološko semenišče v New York-u (Union Theological Seminary), Univerza Princeton, Dartmouth College, Univerza Pepperdine in Univerzi v Parizu.
Med leti 2010 in 2013 je Cornel West skupaj s Tavisom Smileyjem vodil radijski program Smiley and West. Prav tako se je pojavil v več dokumentarnih filmih in v hollywoodskih filmih, kot sta The Matrix Reloaded (2003) in The Matrix Revolutions (Matrica revolucija, 2003). Oba filma je tudi komentiral. West je posnel tudi več govorjenih in hip hop albumov in bil MTV imenovan za izvajalca tedna. S Tricio Rose vodi podcast The Tight Rope. Je pogost sogovornik s svojim prijateljem Robertom P. Georgeom, vidnim konservativnim intelektualcem, pri čemer oba na visokih šolah in univerzah pogosto skupaj govorita o pomenu svobodnega umetniškega izobraževanja, svobode govora in civilnega dialoga. Leta 2020 ga je revija Prospect uvrstila na seznam četrtih največjih mislecev v obdobju COVID-19.

## Zgodnje življenje
Cornel West se je rodil 2. junija 1953 v Tulsi v Oklahomi in odraščal v Sacramentu v Kaliforniji, kjer je maturiral na srednji šoli Johna F. Kennedyja. Kot otrok se je z družino priselil v sosesko afroameriškega delavskega razreda v Sacramento v Kaliforniji, ZDA, kjer je West pogosto obiskoval maše v lokalni baptistični cerkvi in poslušal ganljiva pričevanja ljudi, katerih starši so bili sužnji ter so živeli v strahu, boju in pomanjkanju. V okolici cerkve, ki jo je filozof obiskoval kot otrok, so bile nastanjene pisarne stranke Črni panter, ki je Westa prvič seznanila s spisi Karla Marxa in mu vtisnila pomen političnega aktivizma. 
V najstniških letih je West sodeloval na demonstracijah za državljanske pravice in organiziral proteste, na katerih je zahteval tečaje temnopoltih na svoji srednji šoli, kjer je bil predsednik študentskega zbora. Kasneje je zapisal, da je v mladosti občudoval "iskreno temnopolto militantnost Malcolma X, kljubovalni bes stranke Črnega panterja in besno temnopolto teologijo Jamesa Conea.
Leta 1970, pri 17 letih, se je po končani srednji šoli s štipendijo vpisal na univerzo Harvard in tri leta pozneje z odliko diplomiral iz jezikov in književnosti bljižnega vzhoda. Času, ki ga je preživel na Harvardu pripisuje zasluge za izposavljenost širšim miselnim idejam, na katere so vplivali predvsem njegovi profesroji in stranka Črni panter.
West pravi, da so mu njegova krščanska prepričanja preprečila, da bi se pridružil BPP-ju (Black Panther Party), marksistično-leninistični črnski organizaciji, ki je bila v Združenih dražavah Amerike aktivna med leti 1966 in 1982.  Namesto tega se je odločil za delo v lokalnih zaporih in cerkvenih programih. Po končanem izobraževanju na Harvardu se je vpisal na podiplomski študij filozofije na Univerzi Princeton, kjer je leta 1980 prejel tudi doktorat, dokončal disertacijo pod mentorstvom Raymonda Geussa in Sheldona Wolina ter tako postal prvi Afroameričan, ki je na Princetonu diplomiral z doktoratom iz filozofije. 
Po doktorartu leta 1980 je West poučeval filozofijo, religijo in afroameriške študije na več fakultetah in univerzah, vključno z Union Theological Seminary, Univerzo Yale, univerzo v Parizu, Univerzo Princeton in univerzo Harvard. Sčasoma je West odstopil s položaja na Harvardu in se preselil na Princeton.
Leta 2002 se je vrnil na Princeton kot univerzitetni profesor razreda 1943 v Centru za afroameriške študije.

## Kariera

### Akademska kariera
Po končanem študiju na Univerziteti Princeton se je vrnil nazaj na Harvard kot štipendist za tem pa postal profesorjev asistent na Union Theological Seminary v New Yorku. Leta 1984 je obiskoval Yale Divinity School(verska šola v New Havenu, Connecticut), kjer se je pogosto udeleževal različnih protestov in demonstracij glede združenega sindikata za uslužbence in odprave apartheida v Južni Afriki. Na enem izmed protestov je bil aretiran nakar mu je Univerziteta, kot kazen, odvzela dopust v spomladanskem semestru leta 1987, zaradi česar je moral med tem, ko je na Yale-u poučeval kot profesor, potovati čez Atlantski ocean na Univerziteto v Parizu.
Med leti 1988  in 1994 se je vrnil še na Univerziteto Princeton in diplomiral kot profesor za religijo in direktor afroameriških študij, kar je potem poučeval na Univerziteti Harvard. Kot profesor afroameriških študij, božanstva, religije in filozofije je bil zelo priljubljen in cenjen.
West je zapustil Harvard 2002 po javnem sporu s takratnim predsednikom Lawrence Summers. Za tem se je vrnil na Princeton, kjer je 2006 pomagal ustanovit Center za afroameriške študije. Leta 2012 pa se je vrnil nazaj, kjer je začel svojo kariero, na Union Theological Seminary, kljub temu pa še vedno občasno poučeval na Princetonu.
Novembra 2016 se je vrnil na Harvard za nestalni položaj profesorja javne filozofije na Harvard Divinity School(Univerzitetni oddelek na zasebni šoli na Cambridgeu, Massachusetts) in Podiplomski šoli za umetnost in znanost, oddelek za afriške-ameriške študije. Harvard pa je ponovno zapustil lani spomladi po kritičnem strogem pogledu na situacijo v Izraelu in Palestini. Do poletja pa je že deloval na Union Theological Seminary v New Yorku, povezanim z Univerzo Columbia.
Poleg poučevanja pa se je Cornel West udejstvoval tudi na drugih področjih; pisanju in politiki.
Napisal je dvajset knjig in sodeloval pri pisanju 13 knjig. Najbolj je znan po svojih klasikah, za katere je prejel častne nazive in Ameriške knjižne nagrade, med njimi so Race Matters (Rasa je pomembna, 1993) and Democracy Matters (Demokracija je pomembna: Zmaga v boju proti imperializmu, 2003), Brother West: Living and Loving Out Loud (Brat West, 2009)in med njegovimi najnovejšimi izdajami Black Prophetic Fire (Črni preroški ogenj, 2014)
V politiki je bil močno aktiven. Bil je dolgoletni član Demokratičnih socialistov Amerike. Leta 2008 je prejel posebno priznanje Svetovnega kulturnega sveta. Bil je tudi član bratovščine Alpha Phi Alpha. To je prva medkolegialna grško črkovna bratovščina, ustanovljena s strani šestih študentov leta 1906 na Cornellski Univerzi v New Yorku, zaradi potrebe po močni bratski vezi med potomci afriških priseljencev v ZDA. Bratovščina danes svoje sredstva in čas namenja pomoči na najbolj kritičnih področjih in organizira posebne dogodke kot so religiozne konvencije ali programi za oskrbo starejšiih, zbira denarna sredstva in odpira posebne pobude za pomoč afriško-ameriški mladini in njihovim družinam.  
Cornela Westa pogosto primerjajo z W. E. B. Du Boisom kot enim najpomembnejših in najvplivnejših afroameriškim mislecev.
West je prav tako velikokrat citiran v popularnem tisku, njegova štipendija pa je bila tako kritizirana kot hvaljena.
Leta 1997 je bil izvoljen za člana Ameriške filozofske skupnosti, dve leti za tem pa član Ameriške akademije umetnosti in znanosti.

### Televizijska kariera
Westa lahko vidimo v filmih The Matrix Reloaded (2003) in The Matrix Revolutions (Matrica revolucija, 2003), v katerih igra svetnika. Poleg tega pa je skupaj z integralnim teoretikom Kenom Wilberjem filozofsko komentiral vse tri Matrix filme. Večkrat se pojavi tudi v dokumentarnih filmih, na primer Examined Life (prevod ne obstaja), v katerem je več filozofskih debat o kontekstu resničnega sveta.
Filozof se pogosto pojavlja tudi v političnih pogovornih oddajah, prav tako pa so v seriji Law and Order (Zakon in red, 1990) v eni od epizod ustvarili lik, ki temelji prav na njem. Pojavil se je tudi v ameriški humoristični seriji30 Rock (2003)

### Glasbena kariera
Cornel sam filozofijo primerja z jazz in blues glasbo, saj ga spominja na intenzivnost in poživljen je lahko človeški um. 
Leta 2001 je Cornel začel svojo glasbeno kariero z izdajo svojega prvega albuma Sketches of My Culture(prevod ne obstaja, 2001). Za tem je 2004 in 2007 izdal še dva albuma, ki sta vključevala več sodelovanj z drugimi glasbeniki med njimi najbolj znan Prince. Vsi njegovi albumi so se nagibali k hip hop in soul žanru glasbe. Sam je tudi sodeloval na pesmih Sign of the times (2003, prevod ne obstaja) na albumu The Martyr (2003) in Letter to My Countrymen (prevod ne obstaja, 2012) na albumu Mourning in America in Dreaming in Color. Posnel je tudi recitacijo pesmi Johna Mellencampa Jim Crow, ki je bila vključena v Johnov glasbeni set On the Rural Route(prevod ne obstaja, 2010). Leta 2010 pa je zaključil snemanje s hip hop skupino Cornel West Theory.
Danes pa je skupaj z voditeljico Tricio Rose sovoditelj podcasta The Tight Rope (prevod ne obstaja).

## Aktivizem

### Pogledi na raso v Združenih državah Amerike
Conrel West je ZDA poimenoval »rasističnen patriarhalen« narod, v katerem »belska nadvlada« še do danes popolnoma narekuje in oblikuje vsakdanje življenje. »Bela Amerika,« je zapisal, »je bila skozi zgodovino neuspešna in neodločna pri zagotavljanju rasne pravice in se je uspešno izogibala priznanju pravic temnopoltih.« PO njegovem mnjenju je takšna država ustvarila »degredirane in zatrte ljudi, ki si nadvse želijo lastne idenitete, življenjskega pomena in lastne vrednosti. West večino težav temnopoltih ljudi pripisuje »eksistencialni tesnobi, ki izhaja iz preživete izkušnje otonoloških ran in brazgotin, povzročenih s strani bele nadvlade ter njihovih podob, navad in prepričanj, ki prežemajo ameriško družbo in kulturo.«
Po Westovem mnenju, so napadi 11. septembra »vsem Amerčanom dali vpogled v vsakdajna življenja temnopoltih prebivalcev ZDA«, ki se čutijo » v nevarnosti, nezaščitene, žrtve naključnega nasilja in sovražene za to kar so.«
13. oktobra 2014, je bil Cornel West aretiran, zaradi sodelovanja v protestu proti ustrelitvi Micheala Browna in zaradi sodelovanja v socialnem gibanju imenovanem Ferguson October. Ponovno je bil aretiran 10. augusta, 2015, zaradi demonstracije pred sodiščem v St. Louisu, ob enoletni obletnici Brownove smrti. V dokumentarcu #Bars4Justice (2015) lahko zasledimo posnetke demonstracije in poslednje aretacije Westa v Fergusonu.

## Politika
West se označuje za nemarksističnega socialista, eden izmed razlogov za slednjo oznako je nespravljivost marksizma in krščanstva, in je častni predsednik Demokratičnih socialistov Amerike, ki jih je opisal kot: »prvo večrasno, socialistično organizacijo, ki se je zadostno skladala z njegovo osebno politiko, da se ji je odločil pridružiti«. V dokumentarnem filmu The Burly Man Chronicles se opisuje kot radikalni demokrat, ki je nezaupljiv do vseh oblik oblasti.
West verjame, da je bilo strmoglavljenje grdega totalitarnega sistema Saddama Husseina »zaželeno«, vojna v Iraku pa je zgolj rezultat »neiskrene manipulacije« s strani Busheve administracije. Zatrjuje, da Bushevi administrativni »jastrebi, niso preprosto konzervativna elita z desničarskimi ideologijami«, vendar »evangeličanski nihilisti – opojeni od moče in gnani s strani velikih zablod ameriške nadvlade sveta.« Doda: »zdaj doživljamo žalostno gangestirizacijo Amerike, nebrzdano in neobvladljivo grabljenje po moči, bogastu in družbenemu statusu. West kot vzrok za vsa ta ameriška poželenja navaja kapitalizem in hkrati opozarja: »Fundamentalizem prostega trga trivializira skrb za javni interes. V srca nervoznih delavcev položi strah in negotovost. Proizvaja in vzgaja denarno motivirane, izvoljene uradnike, ki se potegujejo za cilje korporacij in podjetij, pogosto pa pri tem nastrada skupno dobro vseh. 
West je sodeloval pri projektih, kot sta Million Man March (marš milijonov ljudi) in Hip-Hop Summit Russella Simmonsa (vrh hip-hopa), prav tako pa je sodeloval s številnimi javnimi osebnostmi, kot sta Louis Farrakhan  in Al Sharpton, čigar predsedniško kampanjo leta 2004 je West svetoval.
Leta 2000 je delal kot višji svetovalec demokratskega predsedniškega kandidata Billa Bradleyja. Ko je Bradley izgubil na predizborih, je West postal pomemben podpornik Ralpha Naderja in celo podal svoj govor na nekaterih Naderjevih zborovanjih. Nekateri »Zeleni« so poskušali pripraviti Westa, da bi kandidiral za predsedniškega kandidata leta 2004. Predlog je zavrnil, navajajoč svojo aktivno udeležbo v kampanji Ala Sharptona. West je skupaj z drugimi vidnimi podporniki Naderja 2000 podpisal izjavo »Glasujte za zaustavitev Busha«, ki poziva napredne volivce v zveznih državah, naj glasujejo za Johna Kerryja, kljub velikim nestrinjanjem s številnimi Kerryjevimi politikami. 
Aprila 2002 sta West in Rabbi Michael Lerner izvedla državljansko nepokorščino tako s sedenjem na ulici pred ameriškim zunanjim ministrstvom »v znak solidarnosti trpečim palestinskim in izraelskim bratom in sestramam«. Cornel West je ob tem izjavil: »Ohraniti moramo stik s človečnostjo obeh strani.« Maja 2007 se je pridružil demonstracijam proti »krivicam, s katerimi se sooča palestinsko ljudstvo zaradi izraelske okupacije« in »da bi opozoril na ta 40-letna travestija pravice." Leta 2011 je West pozval univerzo v Arizoni, naj se odpove podjetjem, ki so imela dobiček od izraelske okupacije palestinskih ozemelj. 
West je prav tako podpredsednik Mreže duhovnih naprednih (nekdanje skupnosti Tikkun). Podpredsedoval je delovni skupini Nacionalne starševske organizacije za opolnomočenje staršev in sodeloval pri nacionalnem pogovoru predsednika Billa Clintona o rasi. Revijo In These Times je javno podprl z naslovom: "Najbolj ustvarjalna in izzivalna novičarska revija ameriške levice." Je tudi urednik revije Sojourners.
West podpira Ljudem za etično ravnanje z živalmi (PETA) v kampanji Kentucky Fried Cruelty, katere cilj je odpraviti, kar PETA opisuje kot nehumano ravnanje KFC s piščanci. West je citiran na letakih PETA: "Čeprav večina ljudi kokoši ne pozna tako dobro kot mačk in psov, so kokoši zanimive živali  z osebnostmi in interesi, in so prav tako razvite kot psi in mačke, s katerimi si mnogi od nas delimo življenja ."
Leta 2008 je West prispeval svoje vpoglede v trenutno globalno problematiko moderniziranega suženjstva in trgovine z ljudmi v dokumentarcu Call+Response. Je aktivn član Kampanje za mir in demokracijo.
16. oktobra 2011 je West v Washingtonu DC sodeloval pri protestih Occupy DC na stopnicah vrhovnega sodišča, organiziranem zaradi odločitve sodišča v zadevi Citizens United proti Zvezni volilni komisiji leta 2010. Pet dni pozneje so ga aretirali med protestom Occupy Wall Street v Harlemu proti politiki newyorške policije o ustavljanju in pregledu.
Leta 2014 je West sopobudnik mreže Stop Mass Incarceration Network, projekta Revolucionarne komunistične partije ZDA. Kasneje istega leta se je West skupaj s predsednikom RCP, Bobom Avakianom, udeležil snemane razprave o "Religiji in revoluciji".
Avgusta 2017 je bil West eden od skupine medverske, večrasne duhovščine, ki je sodelovala v nasprotnem protestu na zborovanju Unite the Right v Charlottesvillu v Virginiji; West je trdil, da jim je Antifa rešila življenja. 
Je odkrit zagovornik Juliana Assangea, ob neki priložnosti je dejal: "[Assange] je preprosto razgalil nekatere zločine in laži ameriškega imperija.«

### Pogledi na Baracka Obamo
West je pogosto govoril in izražal svoje skrbi zaradi pomanjkanja ustreznega temnopoltega vodstva in razpravljal o tem, kako to vodi v dvom znotraj temnopoltih skupnosti glede njihovega političnega potenciala za zagotovitev sprememb. West je leta 2008 javno podprl demokratskega predsedniškega kandidata senatorja Baracka Obamo.
West je Obamo kritiziral, ko je leta 2009 prejel Nobelovo nagrado za mir, češ da bi bil Obama težko "vojni predsednik z nagrado za mir". West je dodatno zavrnil svojo podporo Obami v intervjuju aprila 2011, ko je izjavil, da je Obama "črna maskota oligarhov z Wall Streeta in črna lutka korporativnih plutokratov. Zdaj pa je postal vodja ameriškega ubijalskega stroja in je ponosen na to. Novembra 2012 je West v intervjuju dejal, da ima Obamo za »Rockefellerjevega republikanca s črnim obrazom«. 
Leta 2011 je West sodeloval na turneji "Poverty Tour" s Tavisom Smileyjem, svojim sovoditeljem v programu Smiley & West na javnem radiu International. Turneja je postala posebna oddaja v dveh delih na njihovem radijskem programu in pet nočnih posebnih oddaj na televizijskem programu PBS Tavis Smiley. Svojo izkušnjo na turneji so opisali v svoji uspešnici iz leta 2012 The Rich and the Rest of Us. Glavni cilj turneje je bil poudariti stisko obubožanega prebivalstva Združenih držav pred predsedniškimi volitvami leta 2012, katerih kandidata naj bi po mnenju Westa in Smileyja popolnoma ignorirala stisko revnih.
Leta 2014 je West dal intervju, v katerem je kritiziral Obamo in ga označil za "ponarejenega", ki se predstavlja za naprednega, njegovo predsedovanje pa je opredelil kot "predsedovanje Wall Streeta, predsedovanje drona, predsedovanje nacionalne varnosti."

### Predsedniške volitve 2016
Leta 2015 je West med intervjujem za CNN Tonight izrazil svojo podporo demokratskemu kandidatu Bernieju Sandersu. Filozof je trdil, da bi bili Sandersovi načrti za prerazporeditev bogastva od elit z Wall Streeta k najrevnejšim članom družbe koristni za afroameriško skupnost. 
Julija 2016, potem ko je Sanders izstopil iz predsedniške tekme, je West podprl kandidatko Zelene stranke Jill Stein in njenega protikandidata Ajamuja Barako. Tudi danes je nadvse kritičen do sedanje intervencionistične zunanje politike ZDA, in je demokratsko kandidatko Hillary Clinton označil za »neoliberalno katastrofo«ter Clintonovo obtožil, da se le izdaja za napredno.
Po zmagi Donalda Trumpa je West v članku za The Guardian trdil, da beli volivci delavskega in srednjega razreda "zavračajo ekonomsko zanemarjanje neoliberalnih politik in samovšečno arogantnost elit", vendar kljub temu "podpirajo kandidata, ki je krivdo za njihove socialne bede domnevno zvalil na manjšine, torej mehiške imigrante, črnce, Jude, geje, ženske in Kitajsko.

## Dela
Westovo delo je bilo značilno široko, eklektično, izvirno in provokativno. Knjige, ki jih je izdal tekom življenja in pogosto analizirajo vprašanja rase, razreda in pravičnosti ali sledijo zgodovini filozofije, so tipično združevale politično perspektivo, ki temelji na demokratičnem socializmu, krščansko moralno občutljivost in filozofsko usmeritev, ki jo je navdihnila tradicija ameriškega pragmatizma. 
V celoti je v svoji obsežni karieri napisal 20 knjig in jih uredil 13. Njegovo najbolj znano delo Race Matters je zbirka esejev in je izšlo natanko eno leto po začetku nemirov v Los Angelesu, ki jih je sprožila oprostitev štirih belih policistov, obtoženih težkega napada pri pretepu Rodneyja Kinga, afroameriškega avtomobilista. Knjiga je razpravljala o vsesplošnem obupu in "nihilizmu" Afroameričanov v revščini in kritizirala afroameriške voditelje zaradi izvajanja strategij, za katere je Zahod verjel, da so kratkovidne, ozkoglede ali sebične. West je razmišljal tudi o vprašanjih, kot so odnosi med temnopoltimi in Judi, obnovljena priljubljenost Malcolma X in pomen nemirov v Los Angelesu.
Westova druga dela vključujejo The American Evasion of Philosophy: A Genealogy of Pragmatism (Ameriško izogibanje filozofiji: Genealogija pragmantizma, 1989), The Ethical Dimensions of Marxist Thought (Etične razsežnosti marksistične misli, 1991), Beyond Eurocentrism and Multiculturalism (Onkraj evropocentrizma in multikulturalizma, 1993), Democracy Matters: Winning the Fight Against Imperialism (Demokracija je pomembna: zmaga v boju proti imperializmu, 2004) in Brother West: Living and Loving Out Loud: A Memoir (Brat West, 2009). Posnel je tudi hip-hopovski govorjeni album Sketches of My Culture (prevod ne obstaja, 2001) in zbirko govorjenih besed in glasbe Never Forget: A Journey of Revelations (2007). Leta 2003 se je pojavil kot lik svetnika Westa v priljubljenih filmih Matrica Reloaded (2003) in Matrica Revolucija (2003).

### Seznam del
- West, C. 1993. Race matters. Vintage Books.
- West, C. 2004. Democracy Matters: Winning the Fight Against Imperialism. Penguin Books.
- West, C. 2009. Brother West: Living and loving out loud. Smiley Books.
- West, C. 2014. Black prophetic Fire. Beacon Press.
- West, C. 1989. The American Evasion of Philosophy: A Genealogy of Pragmatism. University of Wisconsin Press.
- West, C. 1991. The Ethical Dimensions of Marxist Thought. Beacon Press.
- West, C. 1993. Beyond Eurocentrism and Multiculturalism. The university of Chicago Press.

### Seznam glasbenih del
- West, C. 2001. Sketches of my culture.
- Newman, A., West, C. 2012. Letter to my countrymen.
- West, C., idr. 2007. Never Forget: A Journey of Revelations.